# Anakondor
Anakondor (Eunectes) är ett släkte i familjen boaormar med fyra arter som förekommer i Sydamerika.
Arten grön anakonda räknas vanligen som den största och tyngsta ormen i världen. Den når ibland en längd upp till fem meter (en individ i New Yorks zoo var 884 cm lång) och en vikt upp till 150 kilogram, men de flesta individerna är av mindre storlek. På så sätt är den inte längre än arten nätpyton men den är tjockare.
Arten gul anakonda blir maximalt 4,5 meter lång och hålls ofta i terrarium.
Anakondor lever vid vattenansamlingar, till exempel i träskmarker eller vid bäckar eller floder. I Brasilien förekommer de i hela landet och de finns även i närheten av storstäder, till exempel vid São Paulo. Deras byten utgörs av gnagare och fåglar samt av mindre eller medelstora exemplar av sköldpaddor, kapybaror och kajmaner. Dessutom äter de ofta fiskar, även pansrade malar.
De fyra arterna är:
- Grön anakonda (Eunectes murinus)
- Gul anakonda (Eunectes notaeus)
- Eunectes beniensis
- Eunectes deschauenseei